# Patrick Lechner
Pour les articles homonymes, voir Lechner.
Patrick Lechner, né le 12 décembre 1988,, est un coureur cycliste allemand.

## Biographie
Bègue depuis l'enfance, Patrick Lechner s'engage à aider les autres personnes atteintes de ce trouble de la parole, par exemple sous la forme de vidéos. Il s'inscrit dans son premier club de vélo en 2005 au RV Viktoria Essingen. 
En 2013, il remporte le championnat du monde cycliste des boulangers. Il intègre ensuite l'équipe continentale allemande Bike Aid-Ride for Help en 2014. Bon sprinteur, il se classe cinquième d'une étape du Tour du Cameroun. L'année suivante, il finit vingtième du Velothon Wales.
Lors de la saison 2016, il obtient diverses places d'honneur sur des étapes au Tour du Cameroun, à l'An Post Rás ou au Tour du lac Qinghai. Il termine également quinzième du championnat d'Allemagne sur route. Au mois d'octobre, il participe au contre-la-montre par équipes des championnats du monde à Doha, avec sa formation Stradalli-Bike Aid.

## Palmarès

### Par année
- 2013
  -  Champion du monde des boulangers

### Classements mondiaux
| Année           | 2016 |
| --------------- | ---- |
| UCI Africa Tour | 254e |